# روجر فاديم
روجر فاديم (بالفرنسية: Roger Vadim)‏ 26 جانفي 1928 ومن وفيات عام 2000 هو مخرج سينمائي وكاتب سيناريو ومنتج فرنسي من أشهر أفلامه السينمائية أيام الحرب والجمر والغباء لهذه الدرجة لكنه اشتهر بالأفلام ذات الطبع الجريئ بحرية التعبير في مختلف المجالات الاجتماعية والحب والخيانة والجنس والخ وكما يذكر انا روجر فاديم كان الزوج الأول للأسطورة بريجيت باردو عندما اشتهر بفلمه وخلق الله امراة.

## روابط خارجية
- روجر فاديم على موقع IMDb (الإنجليزية)
- روجر فاديم على موقع مونزينجر (الألمانية)
- روجر فاديم على موقع ألو سيني (الفرنسية)
- روجر فاديم على موقع ميوزك برينز (الإنجليزية)
- روجر فاديم على موقع تيرنر كلاسيك موفيز (الإنجليزية)
- روجر فاديم على موقع أول موفي (الإنجليزية)
- روجر فاديم على موقع قاعدة بيانات الأفلام السويدية (السويدية)
- روجر فاديم على موقع إن إن دي بي (الإنجليزية)
- روجر فاديم على موقع ديسكوغز (الإنجليزية)
- روجر فاديم على موقع قاعدة بيانات الفيلم (الإنجليزية)